# Zgornja Pristava, Videm
Zgornja Pristava je naselje v Občini Videm.